# مقاطعة هيوستن (ألاباما)
مقاطعة هيوستن (بالإنجليزية: Houston County, Alabama)‏ هي إحدى مقاطعات ولاية ألاباما في الولايات المتحدة. تأسست سنة 1903، بلغ عدد سكانها 101547 نسمة في عام 2010 حسب إحصاء مكتب تعداد الولايات المتحدة وتصل الكثافة السكانية فيها 67.5 نسمة/كم2.

## وصلات خارجية
- http://www.houstoncounty.org/